# گاستون آلیبر
گاستون آلیبر (انگلیسی: Gaston Alibert; ۲۲ فوریهٔ ۱۸۷۸ – ۲۶ دسامبر ۱۹۱۷) شمشیرباز اهل فرانسه بود.